# Agent zéro zéro
Pour plus de détails, voir Fiche technique et Distribution.
Agent zéro zéro ou L'Agent secret se découvre au Québec (Spy Hard) est une parodie de film d'espionnage américain réalisé par Rick Friedberg, et co-écrit par ce dernier avec l'aide de son fils, Jason Friedberg, et de l'ami de ce dernier, Aaron Seltzer. Il sort en 1996.
L'introduction du film est chantée par l'artiste comique "Weird Al" Yankovic, et c'est le premier film à être écrit par Jason Friedberg et Aaron Seltzer , qui ont ensuite écrit et réalisé des films parodiques tels que Sexy Movie, Big Movie, Spartatouille et Disaster Movie. Le titre du film est une parodie de Die Hard. Le film a été réalisé par Rick Friedberg qui a produit avec Doug Draizin et Jeffrey Konvitz.
Le film est sorti le 24 mai 1996 par Buena Vista Pictures sous la bannière Hollywood Pictures et a reçu des critiques négatives de la part des critiques. Si beaucoup ont loué le jeu d'acteur de Nielsen et son humour, la plupart ont trouvé le scénario, l'histoire et la réalisation décevants.
Il a rapporté 84 millions de dollars, pour un budget de 18 millions.

## Synopsis
Nick Laren est un agent secret des États-Unis, membre de la Secret Service Agency. Accompagné par sa partenaire Victoria Dahl, il fait exploser l'hélicoptère du général Rancor qui constitue une menace pour son pays. Victoria meurt dans l'opération.
Quinze ans plus tard, le général Rancor qui a survécu menace à nouveau la paix mondiale : il est sur le point de lancer un missile, mais il lui manque un circuit électronique. Barbara Dahl, la fille de Victoria, intervient pour contrecarrer ses plans, mais échoue et se fait capturer.
Mis au courant de la situation, des dirigeants de la Secret Service Agency font appel à Nick, qui s'est retiré de l'agence. D'abord réticent, il finit par accepter lorsqu'il apprend que Barbara a été capturée. Une piste le mène à Los Angeles, où une tueuse tente de l'assassiner dans la chambre de son hôtel. Il trouve un préservatif publicitaire pour une boite de nuit dans le sac à main de la femme. Il s'y rend, et croise Veronique Ukrinsky, la fille du professeur qui a conçu le circuit électronique nécessaire à Rancor. Il rencontre le professeur et l'emmène dans une maison refuge.
Il finit par découvrir où se trouve la base de Rancor : l'île de Kikiree. Il débarque pour délivrer Barbara, mais se fait capturer par les gardes. Il arrive à se libérer, et une bagarre s'ensuit. Le missile est finalement envoyé, avec Rancor attaché à la tête, et il explose dans l'atmosphère sans faire de dégât au sol.

## Fiche technique
- Titre français : Agent zéro zéro
- Titre original : Spy Hard
- Titre québécois : L'agent secret se découvre
- Réalisation : Rick Friedberg
- Scénario : Rick Friedberg, Dick Chudnow, Jason Friedberg & Aaron Seltzer
- Musique : Bill Conti
- Photographie : John R. Leonetti
- Montage : Eric A. Sears
- Production : Doug Draizin, Rick Friedberg & Jeffrey Konvitz
- Société de production : Hollywood Pictures
- Société de distribution : Buena Vista Pictures
- Pays :  États-Unis
- Langue : anglais
- Format : couleur - Dolby Digital - 35 mm - 1.85:1
- Genre : comédie, parodie
- Durée : 81 minutes
- Dates de sortie:
  - États-Unis : 24 mai 1996
  - France : 17 juillet 1996
- Budget: 18 millions de dollars[1]
- Box-office: 84 millions de dollars[réf. nécessaire]

## Distribution
- Leslie Nielsen (VF : Jean-Claude Michel ; VQ : Ronald France) : Nick Laren (VO et VQ : Dick Steele)
- Nicollette Sheridan (VF : Micky Sébastian ; VQ : Sophie Faucher) : Veronique Ukrinsky
- John Ales (VF : Emmanuel Curtil ; VQ : Sébastien Dhavernas) : Tamul
- Andy Griffith (VF : Raymond Gérôme ; VQ : Vincent Davy) : Le général Rancor
- Charles Durning (VF : Jean-Claude Sachot ; VQ : Yves Massicotte) : Le directeur
- Barry Bostwick (VQ : Jean Fontaine) : Norman Coleman
- Marcia Gay Harden (VF : Josiane Pinson ; VQ : Anne Caron) : Miss Chevelus
- Stephanie Romanov (VQ : Élise Bertrand) : Victoria Dahl / Barbara Dahl
- Elya Baskin (VQ : André Montmorency) : Le professeur Ukrinsky
- Robert Guillaume (VF : Georges Berthomieu ; VQ : Jean-Marie Moncelet) : Steve Bishop
- Mason Gamble (VF : Donald Reignoux) : Macaulick
- Carlos Lauchu : Slice
- Clyde Kusatsu (VQ : Marc Bellier) : Noggin
- Ray Charles (VF : Georges Berthomieu) : le chauffeur de bus
- Alexandra Paul (VF : Pascale Vital) : la femme dans le lit de Nick
- Talisa Soto (VF : Juliette Degenne ; VQ : Hélène Mondoux) : Désirée Moa
- Robert Culp (VF : José Luccioni) : le passager désagréable dans l'avion
- Pat Morita (VF : Pierre Baton ; VQ : Jacques Brouillet) : Brian
- Mister T. (VF : Henry Djanik) : le pilote d’hélicoptère
- Hulk Hogan : lui-même
- Eddie Deezen : le garde qui reçoit le crachat
- Fabio Lanzoni : lui-même[2]

## Accueil

### Accueil critique
Sur Rotten Tomatoes, le film détient un taux d'approbation de 7 % basé sur 41 critiques, et une note moyenne de 3,6/10. Le consensus des critiques du site déclare: « Les dons comiques de Leslie Nielsen sont incontestés, mais le scénario paresseux et la réalisation bâclée de Agent zéro zéro ne parviennent pas à en tirer parti. »  
Sur Metacritic, le film a une moyenne pondérée de 25 sur 100, basée sur 13 critiques, indiquant des « critiques généralement défavorables ». Sur le site SensCritique, il obtient une moyenne de 4,7/10.
Sur AlloCiné, le film obtient note de 1,8 sur 5 de la part du public.
Les audiences interrogées par CinemaScore ont donné au film une note de « C+ » sur une échelle de A+ à F.
James Berardinelli de ReelViews a écrit : « Le réalisateur Rick Friedberg [...] a créé une comédie terriblement peu drôle qui reprend des sketches du style Y a-t-il un flic pour sauver la reine ? et les réutilise sans un brin de style ou d'énergie. Film après film, Leslie Nielsen a exploité cette même personnalité, et elle commence à s'épuiser. Aussi affable que soit l'acteur, il ne reste plus rien dans cette caricature. Cependant, alors que Agent zéro zéro aurait pu mieux fonctionner avec, disons, Roger Moore dans le rôle-titre (son 007 était une parodie vers la fin, de toute façon), la performance de Nielsen n'est qu'une petite partie d'une production massivement défectueuse. Dur est le mot clé ici, car, même en seulement quatre-vingt-une minutes, ce film est incroyablement difficile à regarder. »
Stephen Holden du New York Times écrit: « Agent zéro zéro n'est jamais aussi drôle que pendant sa séquence de générique d'ouverture dans laquelle « Weird Al » Yankovic hurle sa parodie de la chanson thème cuivrée de Goldfinger , tandis que des silhouettes obèses de dessin animé nagent à travers l'écran. ... Au lieu de construire des scènes comiques soutenues, le film adopte une approche de l'humour à la mitraillette. Sans regarder où il vise, il ouvre le feu et tire des balles comiques dans toutes les directions, espérant que quelques-unes atteindront la cible. Quelques-unes le font, mais beaucoup d'autres n'y parviennent pas. ... Vers la moitié du film, Agent zéro zéro commence à manquer d'idées et devient une série de parodies grossières et exubérantes d'autres films. ... Lorsque Agent Zéro Zéro s'arrête brusquement après seulement 81 minutes, on sent qu'il a utilisé toutes les munitions disponibles. Il était tout simplement épuisé et ne pouvait plus bouger d'un pouce. »
Mick LaSalle du San Francisco Chronicle souligne la prestation de Nielsen, mais qualifie le film de vide.[réf. nécessaire]
Stephen Hunter du Baltimore Sun a donné une critique négative au film, écrivant que le film est « plus une parodie d'une parodie qu'une parodie » et critiquant en particulier le réalisateur Rick Friedberg, demandant : « ce pauvre gars était-il drôle ? »[réf. nécessaire]
Marcia Gay Harden n'était pas non plus fan du film lui-même.

### Box-office
Le film Spy Hard (1996), parodiant les films d'espionnage à la manière des James Bond, a eu un parcours en salles mitigé. Bien qu'il ait généré 26,96 millions de dollars au box-office mondial, cela n'a pas permis de couvrir ses coûts de production de 18 millions de dollars, ce qui en fait un échec commercial. Le film a connu un démarrage raisonnable, rapportant environ 10,4 millions de dollars lors de son week-end d'ouverture.
Bien que le film ait reçu des critiques globalement négatives, certains ont apprécié l'humour et la performance de Leslie Nielsen, un acteur de renom dans ce genre de parodies. Cependant, la réception globalement froide, combinée à une concurrence accrue sur le marché des comédies et des films d'action à l'époque, a contribué à son échec au box-office.

## Édition vidéo
La première sortie en DVD a eu lieu aux États-Unis le 27 juillet 1999. Ce format a permis à de nombreux fans de revoir le film à domicile, et il a été bien reçu dans le milieu des comédies de l'époque.

## Bande originale
Liste des pistes
- 1. Spy Hard – Weird Al Yankovic
- 2. The Ultimate Weapon – John Bear
- 3. Get Smart (From the TV Series "Get Smart") – Irving Szathmary
- 4. Flying High – John Beal
- 5. The Spy Who Died Me – John Beal
- 6. Mission Possible – John Beal
- 7. Espionage – John Beal
- 8. Secret Agent Man (From the TV Series "Secret Agent Man") – Johnny Rivers
- 9. Undercover – John Beal
- 10. License to Kill (From the James Bond Movie) – John Barry
- 11. Mission Accomplished – John Beal
- 12. Spy Hard (Reprise) – Weird Al Yankovic

## Polémique
Au cours des décennies qui ont suivi sa sortie initiale, le réalisateur Rick Friedberg a longuement parlé de sa malheureuse expérience avec le film, alléguant une interférence rampante de la part de Disney qui a conduit à un produit final « éviscéré ».
Un point de discorde majeur durant la production était le public cible de Agent zéro zéro. Alors que Disney insistait pour que Agent zéro zéro plaise à un public aussi large que possible (avec un accent particulier sur les enfants), Friedberg maintenait que leur public cible était les jeunes hommes de 10 à 15 ans. Friedberg était obligé de couper ou de réécrire des scènes entières si Disney les jugeait « trop sophistiquées » pour le jeune public. Se rappelant ses échanges avec les dirigeants de Disney, Friedberg a déclaré : « La première chose qu'ils ont faite et qui est la plus douloureuse a été de couper tous les bons dialogues et toute l'histoire. J'ai dit : "Peu importe à quel point c'est drôle, peu importe ce que ça parodie, il faut qu'il y ait un scénario". Ils ont dit : "Tout le monde s'en fiche de l'histoire - tout ce qui les intéresse, ce sont les blagues ". »